# La Tulipe de Haarlem

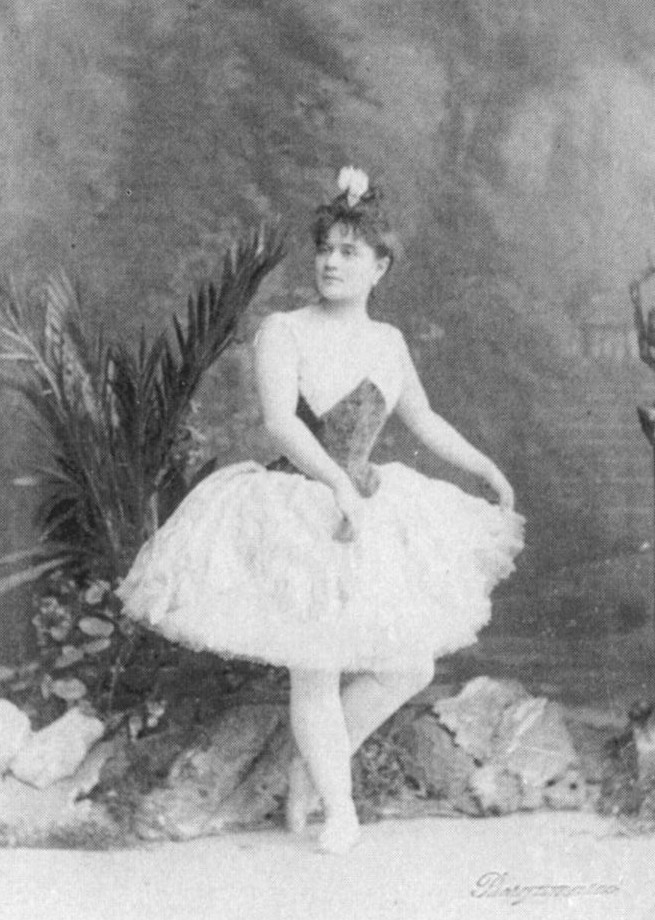
Emma Bessone, qui a interprété La Tulipe de Haarlem lors de la création.

La Tulipe de Haarlem (ru: Гарлемский тюльпан) est un ballet fantastique en trois actes et quatre tableaux, selon une chorégraphie de Marius Petipa et de Lev Ivanov. C'est ce dernier cependant qui est le véritable créateur de ce ballet, Petipa n'y ayant apporté que quelques conseils. La musique est composée par le baron balte Boris von Vietinghoff-Scheel (1829-1901). La première a été représentée par le ballet impérial le 4 octobre 1887, au théâtre Mariinsky de Saint-Pétersbourg. Emma Bessone interprétait Emma, Pavel Gerdt, Pieters, et Alfred Bekefi, Andreas.

## Histoire
La Tulipe de Haarlem remporte un beau succès, malgré son scénario mince et les critiques portant sur la musique, pendant la saison 1887-1888, où elle est représentée douze fois et Tchaïkovski assiste avec attention à ce ballet avant de composer La Belle au bois dormant. Virginia Zucchi qui devait jouer le rôle principal est écartée par le directeur des Théâtres impériaux, Ivan Vsevolojski, ce qui provoque une polémique et elle est remplacée par Emma Bessone et à partir de 1888 par Elena Cornalba, puis Carlotta Brianza. Enrico Cecchetti fait ses nouveaux débuts à Saint-Pétersbourg dans la septième représentation de La Tulipe de Haarlem en novembre 1887. Pour la saison 1892, le rôle d'Emma est dansé par Anna Johansson qui interprète brillamment le pas d'action de l'acte I et la scène de séduction,. Le ballet, qui traite de la même histoire que La Tulipe noire, a été rejoué par Claudia Koulitchevskaïa et Pavel Gerdt, le 3 avril 1902, devant les élèves de l'école impériale de ballet. Alexandre Chiraïev le remet au programme du ballet impérial en 1903, avec un nouveau pas de trois, inspiré du pas de six du ballet Javotte de Camille Saint-Saëns. La première a eu lieu au Mariinsky, le 16 avril 1903, avec Vera Trefilova (Emma), Nicolas Legat (Pieters), Gueorgui Kiakcht (Andreas). Le pas de trois était dansé par Tamara Karsavina, Elena Poliakova et Mikhaïl Oboukhov.
La Tulipe de Haarlem a été retirée de la scène du Mariinsky après une dernière représentation, le 7 décembre 1905, puis une unique représentation a eu lieu le 30 avril 1917.

## Argument
La jeune paysanne hollandaise Emma est transformée en tulipe. Un baiser du marin Pieters, son bien aimé, lui rend sa forme humaine.